# Vertu
Vertu（ヴァーチュ）は、1998年に設立され、以前はフィンランドの携帯電話メーカーNokiaが所有していた高級携帯電話ブランドである。
現在、所有権を巡り香港とフランスにある2つの企業間で係争中。

## 概要
時計業界でのロレックスやIWC、パテック・フィリップ等以上の存在感を持つ携帯電話、とのコンセプトのもとに、2002年に富裕層向けの高級携帯電話ブランドとして展開を開始し、現在ヨーロッパやアジア、中東、アメリカ等の諸国で展開している。
職人の手作りによる本革やダイヤモンドなどの宝石、プラチナ・金などをちりばめたデザインの、本物志向を追求した数十万円から数百万円の価格で販売される電話機と、質の高いコンシェルジュサービスの提供をしている。
Vertuの携帯電話端末には必ずコンシェルジュボタンがあり、利用者はボタンを押すだけでユーザー専用のコンシェルジュに電話をかけ、様々なサービスや情報を受けることができる。
2012年6月14日、スウェーデンに拠点を持つ投資ファンドEQT VIに株式の90%を売却することで合意した。しかし、その後も経営母体は変わり続け、2017年7月、経営破綻。
その後、紆余曲折を経て2018年に破産から脱却し、同年10月に北京でのイベントでAster P スマートフォンを発表。

## 日本での展開

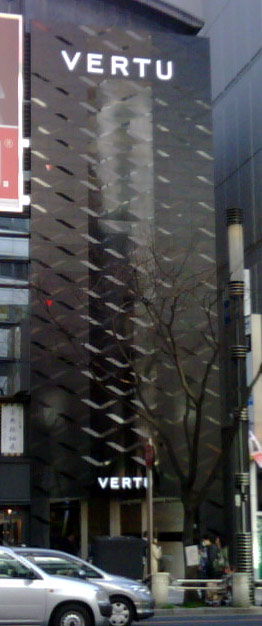
VERTU SHOP 銀座店

2007年6月28日、携帯販売代理店事業を行うベルパークが、ノキアジャパンとの間でVertuの日本国内における販売代理店契約を締結し、2008年中に日本国内で展開を開始すると発表した。2008年11月22日、ノキアがNTTドコモから回線を借りるMVNO方式でVertuのサービスを展開することが報道された。日本で携帯端末メーカーが独自の通信サービスをするのは、初である。
2009年2月19日、銀座にて旗艦店をオープンし、2009年9月1日には、日本橋三越本店内に2号店をオープンさせている。また2010年6月1日には渋谷西武百貨店に3号店をオープンさせた。そこでは「シグナチャー（Signature）」・「アセント・ティー・アイ（Ascent Ti）」・「アセント・ティー・アイ フェラーリ（Ascent Ti Ferrari）」3種の販売を行っている。端末価格は67万～600万になるが、ワンセグやiモードなどの日本向けの機能は搭載しない。その代わり、Webやメール、情報配信サービスが利用できる。電話帳お預かりサービスと同様なサービスを受けることもできる。。予約者にはメンバー向けサービス「VERTU Club（ヴァーチュ・クラブ）」が開始予定の2009年9月に届くが、音声通信を先行利用する顧客は、SIMロックフリー端末を受け取り、9月以降「VERTU Club」に加入することもできる。
しかしながら、スマートフォンの普及などによるVertu事業のみならずノキア自体の経営環境の悪化により、ドコモとの回線契約が切れる2011年8月末をもってサービスを終了することとなった。結果、ノキアは日本での携帯端末事業から全面撤退することとなったが、シーメンスと合弁で行っているネットワーク機器事業は日本でも続けるとしている。
なお、日本からの撤退後、2013年からはVERTUブランドのAndroidスマートフォンが開発・発売されている。

### VERTU Club
VERTU CLUBは日本専用の会員サービスで5万2500円/月で次のようなサービスを提供する。当初は2009年5月より提供開始であったが、同年9月1日よりサービスを開始となった。
- VERTUコンシェルジュ -　専用のコンシェルジュキーからのアクセス、通話、メール、PCからのメール,FAXでレストランや航空券、クラシックコンサート等の予約や、それらの情報提供を受けとることができる。
- VERTU Fortress - アドレス帳やカレンダーといったリモートのデータのバックアップが行える。VERTU端末やPCから閲覧が行うことができる。またバックアップ用のサーバは核攻撃にも耐えられる地下に設置されている。
- VERTU Club メール - 会員専用のxxxx@vertuclub.ne.jpのメールアドレスが取得できる。絵文字も利用することができる。
- 通話通信 - パケット通信使い放題、音声通話1200分/月がついてくる。ただし海外での通話、パケット通信の利用はNTTドコモの国際ローミングサービスであるWORLD WINGの料金が別途発生する。

#### ウェルカムキャンペーン
「VERTU Club ウェルカムプラン」を2010年4月1日より提供する。 
これはコンシェルジュサービスやメールアドレス、1カ月300分相当の国内通話およびパケット通信の無料分やデータバックアップサービスなどが1年間無料で利用が可能となるものである。2011年3月31日までとなる。それ以降はベーシックプランなどが用意された 。

## 主な電話機
- シグネチャ（Signature） - ダイヤモンド、ゴールド、ステンレス
- METAVERTU(Androidスマートフォン) - カーボン、カーフレザー、リザードレザー、ワニ革
- ASTER P(Androidスマートフォン) - カーフレザー、リザードレザー、ワニ革
- iVERTU(Androidスマートフォン) - ゴールド、カーフレザー、キャンバスレザー、リザードレザー、ワニ革

### VERTU CLASSICS
- アセント（Ascent） - ブラック、ライトブラウン、ブラウン、ピンク、ホワイト
- コンステレーション（Constellation） - ゴールド、ブラウン、ピンク

### 日本で発売の電話機

#### Signature
職人ひとりひとりによって作られた携帯端末、それぞれ刻印が刻まれている。液晶部分にはサファイアクリスタルが使われており、ダイヤモンドでないと研磨できない硬度をほこる。またダイヤルキーにはジュエル加工ベアリングを施した精密設計キースイッチを採用している。Vertuのフラグシップモデルである。
| 各種モデル   | - ステンレスブラックレザー - イエローゴールドブラックセラミックブラックレザー - ホワイトゴールドブラックセラミックブラックレザー - WG、ダイヤモンド フルパヴェ、ブラックセラミック、ブラックレザー - YG、ダイヤモンド フルパヴェ、ブラックセラミック、ブラックレザー - WG、バケットダイヤモンド・フルパヴェ、ブラックセラミック、ブラックレザー - YG、ダイヤモンド・フルパヴェ、ブラックセラミック、ブラックレザー - 吉祥 漆と螺鈿を催したモデル 1000万円以上の価格となる。 - 醍醐 - 錦光 - 菊水 - 南天 |
| 最大保存件数 | 電話帳登録最大2000件、カレンダーメモ最大1500件、 |
| 外部接続     | Bluetooth、Micro USB、WiFi |
| 言語サポート | アラビア語、ポルトガル語（ブラジル）、デンマーク語、英語（英国）、英語（米国） フィンランド語、フランス語、フランス語（カナダ）、ドイツ語、バハサ・インドネシア語 イタリア語、日本語、ノルウェー語、ロシア語、中国語（簡体字） スペイン語、スペイン語（米国）、スウェーデン語、中国語（繁体字）、トルコ語、ウクライナ語 |
| その他       | - E-mail (MMS) / PC mail（VERTU Clubメンバー限定） - 日本語予測 / 英語予測 - ウェブブラウザ - Vertuウェブ（VERTU Clubメンバー限定） - Vertu Fortressによるデータバックアップサービス（VERTU Clubメンバー限定 ） - Travel アプリケーション - アラーム機能 - 電卓 - SMS最大1000件 |

#### Ascent Ti（アセント・ティ・アイ）
アセント・ティ・アイは高性能金属、フレーム部分はチタン、イヤピローにはスペースシャトルの船体に使われているのと同じハイテクセラミックを採用した頑丈なつくりとなっている。スポーツカーをイメージして作られている。ハンドセットのフレームにはハイパフォーマンスチタンを起用している。
主な機能は以下のとおりとなる。
仕様表以外の機能としては以下のものがある。

モデム接続機能、Bluetooth、アラーム機能、電卓、SMS、MMS、Eメール、Webブラウザ、PCとのデータ同期、Vertuウェブ（VERTU Clubメンバー限定）
Vertu Fortressによるデータバックアップサービス（VERTU Clubメンバー限定 ）Travel アプリケーションなどがある。
カラーバリエーションは以下のとおり
- Ascent 2009
  - チタンレッドレザー
  - チタンブラックレザー
  - チタンブラウンレザー
  - チタンピンクレザー
  - チタンブルーレザー
  - チタンホワイトレザー
  - チタンパープルレザー
  - チタン、アズールレザー
  - ダマスカススチール、ブラックレザー
  - 艶消しチタン、YGキー、ナールブラック・ラバー
  - ナールRG、RGキー、ナールブラック・ラバー
  - ナールチタン、メタリックグレー・レザー
- Ascent Ti Knurled
- Ascent Ti Checked
- Ascent 2010
  - アルミニウム、ガンメタルグレーラバー
  - アルミニウム、オレンジラバー
  - アルミニウム、ブラウンレザー
  - チタン、ブラックレザー
  - チタン、レッドレザー

##### Ascent Ti Ferrari
Ferrariとの限定コラボレーションモデルのAscent、フェラーリの跳ね馬の紋章も入っている。
- ロッソ
- ジャッロ
- ネロ

##### 限定版カーボンファイバー
1500台限定の特別仕様版
- チタン、側面にカーボンファイバー、カーボンファイバー模様付きレザー
- チタン、側面にカーボンファイバーおよび銅、カーボンファイバー模様付きレザー
- チタン、側面にカーボンファイバーおよびアルミニウム、カーボンファイバー模様付きレザー

#### Constellation（コンステレーション）
他と違い折りたたみができるタイプの端末である。またサブ液晶にはタッチセンサーが搭載されている。サファイヤクリスタルのキーボードを採用。現在地に応じてトラベル・ビジネス情報がダイジェストで入手できる「世界都市情報」が新たに利用可能となり、国内では「NAVITIME」も対応する。
またサブディスプレーはタッチ操作に対応する。
| 各種モデル   | |
| ------------ | --- |
| 最大保存件数 | 電話帳登録最大2000件、カレンダーメモ最大1500件、メール最大1000件 |
| 外部接続     | Bluetooth、Micro USB |
| その他       | - プリインストール済み地図搭載GPSナビゲーション - テキストメッセージ（SMS） - PC mail POP3/IMAP4 - 日本語予測／英語予測 - ウェブブラウザ - メディアプレイヤー（音楽/動画の再生） - Travel アプリケーション - オート・クロック - 外部メモリカード - アラーム機能 - 電卓 |